# Гоменсоро, Томас
Тома́с Хосе дель Кармен Гоменсоро Альби́н (исп. Tomás José del Carmen Gomensoro Albín, 27 января 1810 — 12 апреля 1900) — уругвайский политик, временный президент Уругвая.

## Биография
В молодости был торговцем. Сначала был сторонником партии Бланко, но затем из неё вышел.
В 1852 году стал сенатором от департамента Сальто. В 1853 году стал губернатором этого департамента. В 1868 году вновь стал сенатором.
В 1870 году вспыхнуло организованное партией Бланко восстание, известное как «Революция пик». Будучи не в силах справиться с ситуацией, 1 марта 1872 года президент Батлье-и-Грау передал власть Гоменсоро, бывшему в то время главой Сената. Благодаря посредничеству Гоменсоро 6 апреля 1872 года был заключён прекративший гражданскую войну «апрельский мир», в соответствии с которым повстанцам объявлялась амнистия, и фиксировалось, что в качестве глав 4 из 13 существовавших тогда департаментов Уругвая будут поставлены представители Национальной партии.
После ухода в 1873 году с поста главы исполнительной власти Гоменсоро впоследствии занимал различные государственные посты, в 1888-1894 годах снова был сенатором.

## Память
В его честь в Уругвае был назван населённый пункт.